# Temporada de huracanes del Atlántico de 1995
La temporada de huracanes del Atlántico de 1995 fue muy activa y se considera el inicio de una era continua de formación de ciclones tropicales de alta actividad. La temporada produjo veintiún ciclones tropicales, diecinueve tormentas nombradas, así como once huracanes y cinco huracanes mayores. La temporada comenzó oficialmente el 1 de junio y finalizó el 30 de noviembre de 1995, fechas que convencionalmente delimitan el período anual en el que se desarrollan la mayoría de los ciclones tropicales en la cuenca atlántica. El primer ciclón tropical, el huracán Allison, se formó el 2 de junio, mientras que la última tormenta de la temporada, el huracán Tanya, se transformó en ciclón extratropical el 1 de noviembre. La intensa actividad de huracanes en la cuenca se debió a las condiciones del fenómeno de La Niña, que también influyeron en una temporada de huracanes inactiva en el Pacífico. Esta temporada empató con la de 1887, con 19 tormentas nombradas, y posteriormente fue igualada por las temporadas de 2010, 2011 y 2012.
Hubo cuatro huracanes particularmente destructivos durante la temporada: Luis, Marilyn, Opal y Roxana. Ambos huracanes causaron daños catastróficos en las Islas de Sotavento y las Islas Vírgenes. El primero fue el primer huracán que afectó a las islas desde el huracán Hugo en 1989, mientras que el segundo también fue el ciclón más devastador en las Islas Vírgenes desde Hugo. Opal, la tormenta más fuerte e intensa de la temporada, causó devastación en partes de la costa del golfo de Estados Unidos. Roxana, un huracán mayor poco común al final de la temporada,  causó daños significativos al tocar tierra en Quintana Roo en México. Los cuatro nombres mencionados fueron retirados tras la temporada. Además, Erin causó daños moderados en Florida y Alabama. Félix generó fuertes olas, causando una grave erosión de las playas en el nordeste de Estados Unidos y ahogando a nueve personas. Iris causó inundaciones que dejaron cinco muertos en las Antillas Menores. En conjunto, los ciclones tropicales de la temporada causaron daños por un valor aproximado de $12.35 mil millones de dólares y al menos 185 muertes.

## Pronósticos
Reconocidos expertos en huracanes, como el Dr. William Mason Gray y sus colaboradores de la Universidad Estatal de Colorado (CSU) y el Centro de Investigación Meteorológica (WRC), emiten pronósticos de actividad huracanada antes de cada temporada. Una temporada normal, según la define la Administración Nacional Oceánica y Atmosférica (NOAA), consta de 12 tormentas nombradas; de estas, seis alcanzan la intensidad de un huracán ; y dos huracanes mayores, de categoría 3 o superior en la escala de huracanes de Saffir-Simpson (EHSS). Además, el promedio entre 1950 y 2000 para una temporada normal es de nueve tormentas nombradas, de las cuales cinco alcanzan la fuerza de huracán y dos se convierten en huracanes mayores.

### Pronósticos de pretemporada
En diciembre de 1994, la Universidad Estatal de Colorado (CSU) predijo que solo se formarían doce tormentas nombradas, de las cuales ocho se convertirían en huracanes; se proyectaron tres huracanes importantes. La Universidad Estatal de Colorado (CSU) observó una temporada superior a la media debido a las expectativas de que el fenómeno de El Niño existente se disiparía, mientras que La Niña se desarrollaría para el verano de 1995. Además, se pronosticó que las zonas occidentales del desierto del Sahara tendrían la cuarta o quinta temporada más lluviosa desde 1970. Un año con precipitaciones más intensas en esta región suele correlacionarse con una temporada de huracanes activa en el Atlántico. En abril de 1995, la Universidad Estatal de Colorado (CSU) revisó su pronóstico, reduciendo el número de tormentas nombradas a diez, los huracanes a seis y los huracanes mayores a dos. Sin embargo, en junio, la Universidad Estatal de Colorado (CSU) volvió a su pronóstico de diciembre, que preveía doce tormentas nombradas, ocho huracanes y tres huracanes mayores. El pronóstico del Centro de Investigación Meteorológica (WRC) a principios de 1995 fue de diez tormentas nombradas y seis huracanes, sin ninguna predicción sobre el número de huracanes mayores.

## Resumen de la temporada
| Rank      | Año  | Unidad (ACE) |
| --------- | ---- | ------------ |
| 1         | 1933 | 258.6        |
| 2         | 2005 | 245.3        |
| 3         | 1893 | 231.1        |
| 4         | 1926 | 229.6        |
| 5         | 1995 | 227.1        |
| 6         | 2004 | 226.9        |
| 7         | 2017 | 224.9        |
| 8         | 1950 | 211.3        |
| 9         | 1961 | 188.9        |
| 10        | 1998 | 181.8        |
| (fuentes) |      |              |

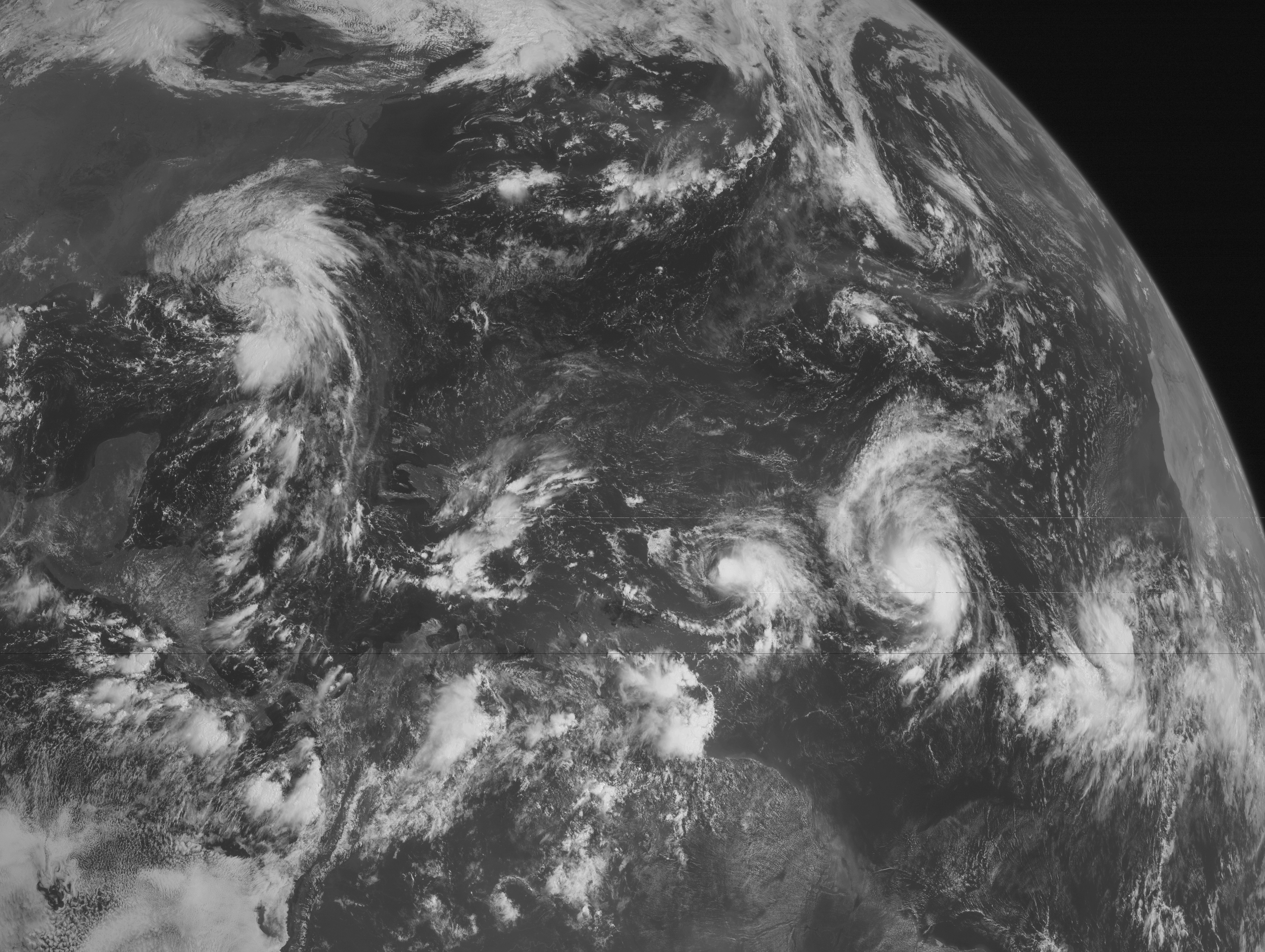
Una imagen satelital del Océano Atlántico el 24 de agosto de 1995; que incluye tres ciclones tropicales activos (de izquierda a derecha), la tormenta tropical Jerry, el huracán Iris, el huracán Humberto y dos ondas tropicales que finalmente se convertirían en Karen y el huracán Luis.

La temporada de huracanes del Atlántico comenzó oficialmente el 1 de junio, y la actividad comenzó dos días después con la formación del Allison el 3 de junio. Fue una temporada muy superior a la media, en la que se formaron veintuino depresiones tropicales, diecinueve de las cuales alcanzaron la categoría de tormenta tropical y once la de huracán. Además, cinco ciclones tropicales alcanzaron la categoría de huracán mayor, muy por encima del promedio de dos por temporada entre 1950 y 2005. En ese momento, solo la temporada de 1933 superó el total de sistemas de la temporada, lo que la convirtió en la segunda más activa en la historia registrada, empatada con 1887. La temporada marcó el inicio de un período activo en la cuenca atlántica, que ha durado casi 30 años. En conjunto, los ciclones tropicales de esta temporada causaron 185 víctimas mortales y daños por un valor aproximado de $12.350 millones de dólares. La última tormenta de la temporada, el huracán Tanya, se volvió extratropical el 1 de noviembre, más de cuatro semanas antes del final oficial de la temporada el 30 de noviembre de 1995. La actividad de la temporada se reflejó en un índice de Energía Ciclónica Acumulada (ACE) muy alto de 227.5925 unidades, el quinto valor más alto registrado y muy por encima de la mediana de 92 unidades del período entre 1981 y 2010.
La ciclogénesis tropical en la temporada de huracanes del Atlántico comenzó con el desarrollo del huracán Allison el 2 de junio. El mes de julio fue muy activo, con la formación de cuatro ciclones tropicales. Este récord de tormentas en julio se mantuvo hasta la temporada de 2005, cuando se formaron cinco tormentas en julio. Un total de siete tormentas se formaron en agosto: Felix, Gabrielle, Humberto, Iris, Jerry, Karen y Luis, igualando el récord de la temporada de 1933 de mayor cantidad en el mes; este récord se rompió en la temporada de 2004, cuando se formaron ocho tormentas nombradas durante agosto. Aunque septiembre es el pico climatológico de la temporada de huracanes, fue mucho menos activo que agosto. Cuatro ciclones tropicales se desarrollaron en septiembre, con Marilyn, Noel y Opal finalmente fortaleciéndose hasta convertirse en huracanes. Cuatro ciclones tropicales también se formaron en octubre; notablemente, el huracán Roxana se desarrolló en ese mes. La última tormenta de la temporada, el huracán Tanya, se desarrolló más tarde en octubre y finalmente se convirtió en ciclón extratropical el 1 de noviembre. Esta fue la primera vez desde que los meteorólogos comenzaron a asignar nombres a las tormentas tropicales en 1953, que se utilizaron nombres que comenzaban con las letras «O» a «T».

## Ciclones tropicales

### Huracán Allison
Una onda tropical que se movía hacia el oeste llegó al mar Caribe a finales de mayo y se organizó gradualmente durante los siguientes días. Alrededor de las 00:00 UTC del 3 de junio de 1995, se desarrolló una depresión tropical a unas 265 millas (426 km) al este de la ciudad de Belice, Belice. La depresión inicialmente se movió hacia el noroeste antes de volver a girar hacia el norte. La depresión entró en el golfo de México y se fortaleció en la tormenta tropical Allison a las 12:00 UTC. A pesar de los vientos desfavorables en los niveles superiores, la tormenta se intensificó en un huracán unas 24 horas después. Allison luego alcanzó su punto máximo con vientos máximos sostenidos de 75 mph (121 km/h) y una presión barométrica mínima de 987 mbar. El aumento de la cizalladura del viento la debilitó a tormenta tropical a primeras horas del 5 de junio. A las 14:00 UTC, Allison tocó tierra cerca de Alligator Point, Florida, con vientos de 70 mph (110 km/h). Tras emerger brevemente sobre la bahía de Apalache, Allison impactó cerca de St. Marks con vientos de 105 km/h (65 mph). A primeras horas del 6 de junio, Allison se debilitó a depresión tropical, poco antes de convertirse en extratropical. Los remanentes continuaron hacia el noreste y posteriormente impactaron Terranova antes de disiparse cerca de Groenlandia el 11 de junio.
Al rozar Cuba, Allison produjo ráfagas de viento de hasta 103 km/h (64 mph) y hasta 460 mm (18 pulgadas) de lluvia. Treinta y dos estructuras resultaron dañadas o destruidas, causando una muerte. En Florida, se observaron marejadas ciclónicas de entre 6 y 8 pies (1,8 a 2,4 m) de altura en los condados de Dixie y Wakulla y de entre 2 y 6 pies (0,61 a 1,83 m) al este, lo que provocó una importante erosión de la playa y dañó 65 casas, 3 hoteles y un restaurante. En otras partes de Florida, los daños fueron en general menores, con un total de tan solo $860,000. En Georgia, hubo inundaciones y tornados menores, uno de los cuales causó daños por $800,000 en St. Marys. Algunas localidades del Atlántico canadiense informaron vientos con fuerza de tormenta tropical y fuertes lluvias.

### Tormenta tropical Barry
Una baja frontal situada entre Bermudas y Carolina del Sur se convirtió en la depresión tropical Dos a última hora del 6 de julio. La fuerte cizalladura del viento impidió inicialmente un fortalecimiento significativo, aunque a primeras horas del 7 de julio, la depresión se convirtió en la tormenta tropical Barry. Una vaguada cercana intensificó la convección y provocó un fortalecimiento, con vientos máximos sostenidos que alcanzaron los 110 km/h (70 mph) más tarde ese mismo día. Más tarde, el 8 de julio, Barry se debilitó levemente, cayendo a vientos de 50 mph (80 km/h), una intensidad que mantendría hasta tocar tierra. Una vaguada de nivel medio que se acercaba aceleró la tormenta a medida que viajaba aproximadamente a lo largo de la Corriente del Golfo. A primeras horas del 9 de julio, la convección comenzó a alejarse del centro de la tormenta. Mientras se desplazaba rápidamente hacia el noreste, Barry tocó tierra en la isla Hart, Nueva Escocia, a última hora del 9 de julio.
Se debilitó ligeramente y tocó tierra en la isla de cabo Bretón menos de una hora después. El agua fría provocó que la convección profunda disminuyera a medida que tocaba tierra, y la tormenta perdió la mayoría de sus características tropicales restantes mientras avanzaba hacia Terranova. Barry fue declarado extratropical la madrugada del 10 de julio cerca de la costa oeste de Terranova. Como ciclón extratropical de rápida evolución y debilitamiento, el sistema se mantuvo visible hasta que cruzó la costa este de Labrador, donde se disipó. Se registraron vientos con fuerza de tormenta tropical en Fourchu, Nueva Escocia, así como ráfagas de hasta 100 km/h (62 mph) en Port aux Basques, Terranova. Barry dejó precipitaciones importantes, con un máximo de 110 mm (4,33 pulgadas) en Nueva Escocia, con totales menores en varios otros lugares.

### Tormenta tropical Chantal
Una onda tropical emergió en el océano Atlántico desde la costa oeste de África el 5 de julio de 1995. Durante la semana siguiente, la onda mejoró en las imágenes satelitales y se convirtió en una depresión tropical a unas 420 mi (680 km) al este-noreste de Guadalupe el 12 de julio. La depresión rápidamente se fortaleció hasta convertirse en la tormenta tropical Chantal. Inicialmente, Chantal amenazó a las Bahamas, y el Gobierno de las Bahamas emitió alertas y avisos de tormenta tropical, que estaban vigentes para las islas del sureste y central, así como para las Islas Turcas y Caicos. Sin embargo, Chantal volvió a virar hacia el norte y no afectó directamente a las Bahamas. Después de que el ciclón giró hacia el norte, amenazó a las Bermudas, lo que provocó una alerta de tormenta tropical para la isla el 16 de julio. La alerta se canceló el 18 de julio cuando la tormenta pasó bastante al noroeste de la isla. A primeras horas del 17 de julio, Chantal alcanzó su intensidad máxima, con vientos máximos sostenidos de 110 km/h (70 mph) y una presión barométrica mínima de 991 mbar. Posteriormente, la tormenta comenzó a debilitarse y a perder lentamente sus características tropicales. A las 18:00 UTC del 20 de julio, Chantal se transformó en tormenta extratropical a unos 362 km (225 mi) al este-sureste de Cape Race, Terranova. Los remanentes continuaron rápidamente hacia el noreste y posteriormente hacia el este-noreste, antes de disiparse al oeste de las Islas Británicas el 22 de julio. Aunque Chantal se mantuvo a bastante distancia de la costa, la tormenta dejó fuertes lluvias en Nueva Escocia y Terranova, alcanzando un máximo de 76 mm (3 pulgadas) en la península de Burin. Más al oeste de Nueva Escocia, se registraron precipitaciones más intensas, con un máximo de 123 mm (4,84 pulgadas) cerca de Barrington.

### Tormenta tropical Dean
Un frente estacionario en el golfo de México desarrolló una circulación en altura. Para el 28 de julio de 1995, el sistema se había organizado lo suficiente como para ser clasificado como depresión tropical Cuatro. A pesar de las condiciones favorables, la depresión avanzó hacia el oeste sin intensificarse significativamente, debido a la mala organización de la tormenta. A medida que la depresión giraba hacia el oeste-noroeste, comenzó a fortalecerse y se convirtió en tormenta tropical Dean, a tan solo 110 km (70 mi) de la costa de Texas el 30 de julio. El sistema tocó tierra temprano el 31 de julio cerca de Freeport con vientos de 72 km/h (45 mph) y una presión barométrica mínima de 999 mbar. Poco después, Dean se debilitó de nuevo a depresión tropical. La tormenta continuó debilitándose lentamente a medida que avanzaba hacia el noroeste, disipándose el 2 de agosto cerca de la frontera entre Texas y Oklahoma.
La marejada ciclónica provocó inundaciones costeras menores, especialmente en la isla de Galveston. Dean produjo una gran franja de lluvia de entre 5 y 10 pulgadas (130 y 250 mm), mientras que algunas áreas recibieron más de 17 pulgadas (430 mm). Las precipitaciones de la tormenta causaron daños moderados por inundaciones localizadas. Veinte familias del condado de Chambers fueron evacuadas, mientras que 38 casas en el sureste de Texas se inundaron. También se reportaron dos tornados en el estado, pero ninguno causó daños significativos. En Oklahoma, las fuertes lluvias inundaron más de 40 casas y dejaron varados a unos 24 vehículos. Al menos tres carreteras sufrieron inundaciones importantes, mientras que otras carreteras secundarias permanecieron cerradas durante varios días. Fuera de Oklahoma y Texas, los remanentes de la tormenta dejaron lluvias en varios estados del Medio Oeste, aunque los daños fueron mínimos. A pesar de las inundaciones, los daños materiales se estimaron en tan solo 500.000 dólares, con una víctima mortal.

### Huracán Erin
Una onda tropical salió de la costa oeste de África el 22 de julio de 1995 y se dirigió hacia las Islas de Sotavento, donde el sistema casi se convirtió en un ciclón tropical, pero fue frenado por la cizalladura vertical del viento. Para el 31 de julio, el sistema fue clasificado como tormenta tropical Erin mientras se encontraba justo al oeste de las Islas Turcas y Caicos. A pesar de los efectos de la cizalladura del viento, Erin continuó fortaleciéndose a medida que avanzaba hacia el noroeste y se convirtió en huracán más tarde el 31 de julio. Se intensificó aún más, y Erin alcanzó vientos de 137 km/h (85 mph) antes de tocar tierra cerca de Vero Beach, Florida, el 1 de agosto. La tormenta emergió sobre el golfo de México después de debilitarse de nuevo a tormenta tropical, aunque rápidamente recuperó fuerza y se convirtió en huracán. Poco antes de tocar tierra cerca de Pensacola Beach, Florida, el 3 de agosto, Erin se intensificó brevemente hasta convertirse en un huracán de categoría 2. Después de avanzar tierra adentro, Erin se debilitó lentamente a medida que avanzaba por el sur y el medio oeste de Estados Unidos. El 6 de agosto, Erin se fusionó con un sistema frontal sobre Virginia Occidental.
Erin fue el primer huracán que azotó Estados Unidos desde el huracán Andrew en 1992. En Jamaica, las bandas exteriores de Erin produjeron fuertes lluvias en la isla, que provocaron un accidente aéreo y provocaron la muerte de cinco personas; otras dos muertes ocurrieron cuando dos personas fueron alcanzadas por un rayo. Aunque muchas islas de las Bahamas experimentaron fuertes vientos y lluvias torrenciales, los daños causados por Erin fueron bastante leves. Frente a la costa de Florida, nueve personas se ahogaron, tres de ellas tras el naufragio de un crucero. En tierra, los fuertes vientos provocados por Erin dañaron más de 2,000 viviendas, la mayoría de las cuales se encontraban en el Panhandle de Florida. Además, los fuertes vientos dejaron a más de un millón de personas sin electricidad. Varios tornados se generaron en el estado, causando daños. En Alabama, Erin dañó más de 100 viviendas. Se perdió entre el 50 % y el 75 % de la cosecha de nueces pecanas en el condado de Baldwin. Un impacto similar se produjo en Misisipi, aunque en menor medida. En otras zonas, algunas del Atlántico Medio y el noreste de Estados Unidos experimentaron fuertes lluvias. En total, Erin causó 16 muertes y 700 millones de dólares en daños.

### Depresión tropical Seis
La parte sur de la onda tropical que originó el huracán Erin continuó su avance hacia el mar Caribe a finales de julio. Para el 4 de agosto, el sistema entró en la Bahía de Campeche y se convirtió en la depresión tropical Seis el 5 de agosto. La depresión se movió lentamente sobre México y se intensificó gradualmente ese día y el 6 de agosto. La intensidad estimada por satélite indicó que la depresión probablemente se encontraba justo por debajo del umbral de tormenta tropical. Sin embargo, a última hora del 6 de agosto, la depresión tocó tierra en Cabo Rojo, Veracruz. La depresión se debilitó lentamente tierra adentro y se disipó a última hora del 7 de agosto. La depresión y la onda tropical precursora provocaron fuertes lluvias en algunas zonas de México. La precipitación del sistema precursor alcanzó un máximo de 367 mm (14.45 pulgadas) en Escuintla, Chiapas, mientras que la precipitación de la propia depresión alcanzó un máximo de 300 mm (12 pulgadas) en Tlaxco, Puebla. Es posible que se hayan producido algunas inundaciones localizadas cerca de la trayectoria de la depresión.

### Huracán Félix
Una onda tropical salió de la costa oeste de África el 6 de agosto y se convirtió en la depresión tropical Siete el 8 de agosto de 1995, mientras se encontraba a unas 460 mi (740 km) al oeste-suroeste de las Islas de Cabo Verde. La depresión se movió hacia el oeste-noroeste debido a una dorsal subtropical y se profundizó hasta convertirse en la tormenta tropical Félix más tarde ese mismo día. Su intensificación posterior fue más lenta, y Félix alcanzó la categoría de huracán el 11 de agosto. Debido a las cálidas temperaturas de la superficie del mar y a la ligera cizalladura del viento, Félix comenzó a fortalecerse rápidamente a medida que se desviaba hacia el noroeste. A última hora del 12 de agosto, Félix alcanzó su punto máximo con vientos máximos sostenidos de 140 mph (230 km/h) y una presión barométrica mínima de 929 mbar. Félix se debilitó en los días siguientes hasta convertirse en un huracán de categoría 1 el 14 de agosto, tras un ciclo de reemplazo de la pared del ojo y un aumento de la cizalladura del viento. La tormenta representó una amenaza significativa para Bermudas, lo que justificó una alerta de huracán entre el 14 y el 15 de agosto. Durante esta última fecha, Felix pasó a solo 121 km (75 mi) al suroeste de la isla. Continuando su recorrido hacia el noroeste, el ciclón también impulsó temporalmente los preparativos a lo largo de la costa este de Estados Unidos. Sin embargo, la tormenta viró hacia el norte y luego hacia el este-noreste, permaneciendo en alta mar. Felix volvió a amenazar brevemente a Bermudas, pero regresó al noreste y se debilitó a tormenta tropical el 20 de agosto. Aceleró hacia el este-noreste y pasó a poca distancia de la costa de Terranova, donde se transformó en tormenta extratropical el 22 de agosto. Los remanentes de Felix continuaron hacia el noreste a través del Atlántico hasta disiparse cerca de Shetland el 25 de agosto.
Grandes olas en Puerto Rico provocaron inundaciones costeras menores en Cataño. En Bermudas, la tormenta produjo vientos casi huracanados que derribaron árboles y cables eléctricos, dejando a 20.000 personas sin electricidad. También se reportó fuerte oleaje en Bermudas, lo que causó daños en algunas embarcaciones y hoteles. Además, la aprobación de Felix pospuso el referéndum de independencia de Bermudas de 1995. En Estados Unidos, Felix generó grandes olas desde el noreste de Florida hasta Maine. En Nueva York, dos casas fueron arrasadas en los Hamptons, mientras que entre 20 y 30 casas en Carolina del Norte sufrieron daños menores debido al mar embravecido. Al pasar al sureste de Terranova, Félix produjo lluvias moderadas y grandes olas en toda la isla, aunque los daños fueron mínimos. En total, Félix causó ocho víctimas mortales por ahogamiento a lo largo de las costas de Carolina del Norte y Nueva Jersey, y 132.000 dólares en daños.

### Tormenta tropical Gabrielle
Una onda tropical emergió del Atlántico desde la costa oeste de África a finales de julio de 1995 y entró en el Golfo de México el 8 de agosto. Al día siguiente, el sistema desarrolló una débil circulación de bajo nivel y fue declarado depresión tropical Ocho mientras se encontraba en el oeste del Golfo de México. La depresión se intensificó rápidamente hasta convertirse en la tormenta tropical Gabrielle el 10 de agosto. Gabrielle continuó fortaleciéndose rápidamente mientras se dirigía hacia la costa de México, llegando a casi convertirse en huracán a última hora del 11 de agosto. Sin embargo, Gabrielle tocó tierra cerca de La Pesca, Tamaulipas, México, dos horas después, lo que impidió que se fortaleciera aún más. Gabrielle se debilitó rápidamente tierra adentro y se disipó a primera hora del 12 de agosto.
Gabrielle dejó fuertes lluvias en México, donde algunas zonas posiblemente experimentaron más de 610 mm (24 pulgadas) de precipitación. Sin embargo, según el Centro de Predicciones Meteorológicas (CPM), la precipitación alcanzó un máximo de 494 mm (19.44 pulgadas) en el sur de Tamaulipas.  A pesar de las grandes cantidades de precipitación, se consideró benéfica debido a las condiciones de sequía en algunas zonas, especialmente en Tamaulipas y Nuevo León. Sin embargo, en otras zonas cercanas, las fuertes lluvias inundaron calles y destruyeron carreteras y puentes. Más al norte, Gabrielle dejó lluvias ligeras a moderadas en Texas. Gabrielle causó seis muertos en México, mientras que se desconoce la cifra de daños.

### Huracán Humberto
El 19 de agosto de 1995, una onda tropical cruzó Dakar, Senegal, poco antes de adentrarse en el océano Atlántico. La onda se organizó rápidamente una vez en el Atlántico y se convirtió en la depresión tropical Nueve el 22 de agosto. Debido a la baja cizalladura del viento y a las cálidas temperaturas de la superficie del mar, la depresión se fortaleció y se convirtió en tormenta tropical Humberto seis horas más tarde. Continuó rumbo oeste-noroeste y luego oeste bajo la influencia de una vaguada de nivel medio. A primeras horas del 23 de agosto, Humberto se intensificó hasta convertirse en huracán. A primera hora del 24 de agosto, la tormenta desarrolló un ojo bien definido después de convertirse en un huracán de categoría 2. Después de alcanzar vientos máximos de 110 mph (180 km/h) el 24 de agosto, Humberto inició una interacción fujiwhara con el huracán Iris. Esto generó cizalladura en Humberto, causando que la tormenta se debilitara a huracán de categoría 1 el 26 de agosto. Humberto continuó debilitándose hasta el 28 de agosto, cuando apenas era un huracán. Operacionalmente, Humberto fue degradado erróneamente a tormenta tropical ese mismo día. Posteriormente, la tormenta comenzó a fortalecerse nuevamente y alcanzó un pico secundario ligeramente por debajo del umbral de un huracán de categoría 2 el 30 de agosto. Mientras se dirigía hacia el noreste, Humberto comenzó a debilitarse y adquirir características extratropicales a partir del día siguiente. Más tarde, el 31 de agosto, Humberto se debilitó a tormenta tropical. A las 06:00 UTC del 1 de septiembre, la tormenta fue absorbida por una baja presión extratropical al oeste de las Azores. Humberto fue la segunda de cuatro ondas tropicales que se formaron en rápida sucesión en el Atlántico tropical y que finalmente se convirtieron en tormentas tropicales o huracanes. Fue precedida por la onda que se convirtió en Iris, y seguida por las ondas que se transformaron en Karen y Luis. También fue el primero de tres ciclones tropicales que se formaron en un período de 24 horas los días 21 y 22 de agosto; Iris se formó 12 horas después y Jerry 18 horas después. También fue la primera de cinco tormentas nombradas que se formaron en un período de siete días; Karen se formó el 26 de agosto y Luis el 28 de agosto.

### Huracán Iris
Una onda tropical emergió en el océano Atlántico desde la costa oeste de África el 16 de agosto. Desarrolló rápidamente una circulación cerrada, aunque la convección disminuyó unos días después de que la onda entró en el Atlántico. Sin embargo, la convección comenzó a desarrollarse de nuevo y a las 12:00 UTC del 22 de agosto, el sistema se convirtió en la depresión tropical Diez. Seis horas más tarde, la depresión se fortaleció en la tormenta tropical Iris. Posteriormente, Iris continuó intensificándose y se convirtió en huracán más tarde el 23 de agosto. Después de alcanzar vientos de 85 mph (137 km/h), la tormenta comenzó a debilitarse durante una interacción de Fujiwhara con el huracán Humberto, lo que provocó que Iris se degradara a tormenta tropical el 24 de agosto. Iris continuó debilitándose constantemente a medida que se acercaba a las Antillas Menores. Después de hacer un impacto directo en Santa Lucía y Martinica el 26 de agosto, las corrientes de dirección producidas por una vaguada forzaron a Iris hacia el norte-noroeste; Esto provocó que rozara Dominica y Guadalupe y tocara tierra en Antigua y Barbuda el 27 de agosto. Alrededor de esa época, Iris comenzó a fortalecerse nuevamente debido a una disminución en la cizalladura del viento y se convirtió nuevamente en huracán el 28 de agosto.
Es posible que el avance de la tormenta se volviera ligeramente errático tras la interacción de Fujiwhara con la tormenta tropical Karen. Para el 1 de septiembre, Iris alcanzó su punto máximo como huracán de categoría 2 con una velocidad de 180 km/h (110 mph). Tras virar hacia el norte-noreste, Iris comenzó a debilitarse tras el aumento de la cizalladura del viento y la disminución de la temperatura superficial del mar. No obstante, logró absorber la depresión tropical Karen el 3 de septiembre. A primera hora del día siguiente, Iris se debilitó a tormenta tropical, seis horas antes de convertirse en extratropical, mientras se encontraba centrado al sureste de Terranova. Al cruzar las Islas de Sotavento, Iris provocó fuertes lluvias. El oleaje en Trinidad causó inundaciones costeras y daños a embarcaciones. En Martinica, las fuertes precipitaciones provocaron inundaciones y deslizamientos de tierra. Se reportaron cuatro víctimas mortales en la isla, dos de ellas después de que deslizamientos de tierra empujaran una casa por un acantilado. También se reportaron inundaciones en zonas costeras, que causaron graves daños en Le Vauclin. En Guadalupe, la única isla que registró vientos con fuerza de tormenta tropical, se produjo una muerte tras el ahogamiento de una persona en un río inundado. Las lluvias en Antigua dañaron bananos y causaron inundaciones en zonas bajas.

### Tormenta tropical Jerry
Una onda tropical que emergió de África inició una organización convectiva en las cercanías de las Bahamas. El 23 de agosto de 1995, el sistema fue declarado depresión tropical Once mientras se encontraba entre Florida y la isla Andros. La depresión se fortaleció a medida que se dirigía hacia el norte-noroeste, a pesar de las condiciones apenas favorables. Al día siguiente, la depresión se convirtió en tormenta tropical Jerry mientras se encontraba a solo 53 km (33 mi) de la costa de Florida. A las 18:00 UTC del 23 de agosto, la tormenta tocó tierra más tarde cerca de Júpiter, Florida, como una tormenta tropical mínima con vientos de 64 km/h (40 mph). Jerry se debilitó lentamente y se degradó a depresión tropical a finales del 24 de agosto. Tras desplazarse por Florida, el ciclón emergió brevemente sobre el Golfo de México, pero luego se dirigió hacia el norte y regresó tierra adentro. Jerry serpenteó sobre Georgia y finalmente se disipó el 28 de agosto.
Jerry dejó fuertes lluvias en Florida, especialmente en la parte sur del estado, donde cayeron 16,8 pulgadas (430 mm) de precipitación en Golden Gate. Aunque la tormenta azotó la costa este del estado, gran parte de los daños en Florida se concentraron en el condado de Collier. En dicho condado, 340 casas resultaron dañadas y otras 12 quedaron destruidas debido a las inundaciones. Otros condados cercanos también reportaron daños por inundaciones, aunque de menor gravedad. También se reportaron daños agrícolas en el suroeste de Florida, principalmente en cultivos de cítricos. La tormenta también generó dos tornados en el centro-oeste de Florida, aunque ninguno causó daños. También se registraron fuertes lluvias en Georgia, con más de 300 mm (12 pulgadas) de lluvia en algunas zonas. Los remanentes de Jerry provocaron fuertes precipitaciones en Carolina del Norte y Carolina del Sur, con 470 mm (18,51 pulgadas) en Antreville, Carolina del Sur. En ambos estados, muchas carreteras se inundaron y numerosos edificios y viviendas sufrieron daños, especialmente en las zonas de Charlotte y Raleigh, Carolina del Norte. En total, Jerry causó ocho víctimas mortales y daños por valor de 40 millones de dólares.

### Tormenta tropical Karen
El 23 de agosto de 1995, una onda tropical emergió del Atlántico desde la costa occidental de África. Poco después de entrar en el Atlántico, la onda tropical se convirtió en una zona de baja presión. Durante los días siguientes, el patrón nuboso asociado al sistema fluctuó en su organización, y es posible que se formara una depresión tropical ya el 24 de agosto. Dos días después, las imágenes satelitales indicaron un centro nuboso bien definido en niveles bajos. Como resultado, se estima que la depresión tropical Doce se formó a las 12:00 UTC del 26 de agosto. La depresión se intensificó lentamente a medida que avanzaba hacia el oeste-noroeste bajo la influencia de un flujo de niveles bajos a medios. Aunque las temperaturas de la superficie del mar eran cálidas, la salida del huracán Humberto puede haber desacelerado un mayor fortalecimiento de la depresión. La depresión finalmente comenzó a desarrollar bandas al norte del centro el 27 de agosto, aunque, en general, la convección profunda permaneció desorganizada; la circulación de la depresión también se alargó. Alrededor de las 06:00 UTC del 28 de agosto, la depresión se fortaleció hasta convertirse en la tormenta tropical Karen. A primera hora del día siguiente, Karen alcanzó su punto máximo con vientos máximos sostenidos de 80 km/h (50 mph). Para el 31 de agosto, Karen giró hacia el norte-noroeste alrededor de la circulación del huracán Iris, iniciando así una interacción con Fujiwhara. A medida que la tormenta se acercaba a Iris, el Centro Nacional de Huracanes (NHC) comenzó a predecir el 1 de septiembre que Karen se fusionaría con la anterior. Al día siguiente, Karen se debilitó a depresión tropical. A primeras horas del 3 de septiembre, Karen perdió su centro bien definido y se fusionó con Iris a las 06:00 UTC, mientras su centro se encontraba cerca de las Bermudas.

### Huracán Luis
Una onda tropical que se movía hacia el oeste se convirtió en la depresión tropical trece a las 18:00 UTC del 28 de agosto de 1995. Inicialmente, una fuerte cizalladura vertical impidió que la depresión se fortaleciera significativamente; sin embargo, a primeras horas del 29 de agosto, adquirió suficiente organización para ser nombrada tormenta tropical Luis. La tormenta continuó fortaleciéndose lentamente hasta que la cizalladura del viento disminuyó el 30 de agosto, lo que provocó que Luis se convirtiera en huracán ese mismo día. Para el 1 de septiembre, Luis se convirtió en un huracán mayor después de alcanzar la intensidad de categoría 3. Más tarde ese día, Luis se actualizó aún más a un huracán de categoría 4. A primeras horas del 3 de septiembre, los vientos máximos sostenidos alcanzaron los 240 km/h (150 mph), aunque la presión más baja en relación con Luis no se registró hasta el 8 de septiembre. Después de debilitarse ligeramente, Luis pasó cerca de Antigua y tocó tierra en Barbuda a primeras horas del 5 de septiembre, antes de rozar San Bartolomé, San Martín y Anguila. Después de seguir siendo un huracán mayor durante una semana, Luis se debilitó a un huracán de categoría 2 mientras se encontraba al noreste de las Bahamas el 8 de septiembre; El debilitamiento se debió posiblemente a que la tormenta cruzó la zona y la temperatura del océano disminuyó debido al afloramiento del huracán Félix. El 10 de septiembre, Luis aceleró rápidamente hacia el noreste y se debilitó a un huracán de categoría 1. Luis tocó tierra en la península de Avalon, en Terranova, la madrugada del 11 de septiembre. Al cruzar la isla, el aire frío y seco comenzó a impactar la tormenta, provocando que rápidamente se volviera extratropical y se fusionara con una zona frontal poco después de reingresar al Océano Atlántico.
Fuertes vientos y olas altas causaron estragos en varias islas de las Antillas Menores. En Antigua y Barbuda, vientos que alcanzaron los 227 km/h dañaron numerosas casas en Barbuda y destruyeron casi el 45% de las viviendas en Antigua. Se estima que 1.700 personas se vieron obligadas a refugiarse en albergues y unas 3.200 más quedaron sin hogar. Solo en Antigua y Barbuda, se registraron tres víctimas mortales, 165 personas resultaron heridas y los daños ascendieron a 350 millones de dólares. Los fuertes vientos en Guadalupe causaron daños moderados a viviendas y árboles, especialmente en la región de Grande-Terre. En Basse-Terre, casi el 100% de la cosecha de banano quedó destruida. Las fuertes lluvias en esta zona de la isla causaron daños considerables en las carreteras. El oleaje también causó importantes inundaciones costeras en la costa oeste de la isla. Se reportaron daños por aproximadamente 50 millones de dólares y hubo una víctima mortal. Los efectos más significativos se produjeron en las Antillas Neerlandesas, especialmente en San Martín, incluyendo tanto el lado francés como el neerlandés de la isla. Aproximadamente el 60 % de los edificios sufrieron algún grado de daño. Además, se informó de graves interrupciones en los servicios públicos, incluidos el agua, la electricidad y el teléfono. Se reportaron nueve muertos y 1.800 millones de dólares en daños en la isla.
En Dominica, la marejada ciclónica dejó a 1.000 personas sin hogar y 47 millones de dólares en pérdidas de propiedad. Vientos de más de 160 km/h (100 mph) causaron graves daños en el este de Puerto Rico, especialmente en Culebra. La zona quedó sin electricidad y 350 casas sufrieron graves daños o fueron destruidas. En la isla principal, los efectos se limitaron principalmente a árboles y cables eléctricos caídos en carreteras, así como apagones en unas 200.000 viviendas. En todo Puerto Rico, los daños alcanzaron los 200 millones de dólares y se registraron dos fallecimientos. Vientos igualmente fuertes azotaron las Islas Vírgenes de los Estados Unidos. Santo Tomás sufrió la peor parte, donde entre el 75% y el 80% de las casas sufrieron graves daños o fueron destruidas. El hospital de la isla se inundó. Los daños en las Islas Vírgenes de los Estados Unidos se estimaron en 300 millones de dólares. Se produjeron efectos menores en las Islas Vírgenes Británicas. Varias viviendas sufrieron daños en los techos, especialmente en Anegada y Virgen Gorda. Se produjeron varios cortes de luz y teléfono tras la caída de varios postes. En Estados Unidos, se reportaron marejadas ciclónicas y mareas altas en la Costa Este, lo que provocó dos muertes por ahogamiento: una en Carolina del Norte y la otra en Nueva York. En el primer estado, ocho casas fueron arrastradas al océano y los daños alcanzaron los 1,9 millones de dólares. La tormenta también provocó inundaciones menores en Terranova, con una muerte y daños por valor de 500.000 dólares. Además, Luis fue la duodécima tormenta nombrada más temprana registrada en ese momento. Sin embargo, este récord fue superado por el huracán Laura en 2020.

### Depresión tropical Catorce
Una onda tropical salió de la costa africana el 4 de septiembre y se dirigió hacia el oeste a través del Atlántico. El sistema se organizó gradualmente y se convirtió en depresión tropical el 9 de septiembre. Sin embargo, el NHC no declaró operacionalmente el sistema como depresión tropical Catorce hasta el 11 de septiembre, mientras el sistema estaba centrado a 950 millas (1.530 km) al sureste de Bermudas. Aunque el Centro Nacional de Huracanes predijo que se intensificaría hasta convertirse en una tormenta tropical, también se señaló poco después de que se iniciaran los avisos que "esta podría haber sido la única oportunidad para darle nombre a esta depresión". La depresión se movió hacia el noroeste y encontró fuertes vientos en los niveles superiores que eliminaron la convección del centro de los niveles bajos el 13 de septiembre, causando que la tormenta se disipara.

### Huracán Marilyn
Una onda tropical salió de la costa oeste de África y entró en el océano Atlántico entre el 7 y el 8 de septiembre de 1995. Aunque tuvo una gran circulación, la convección profunda fue mínima. Después de seguir de forma constante hacia el oeste durante los siguientes días, el sistema comenzó a desarrollar convección. A las 18:00 UTC del 12 de septiembre, el sistema se convirtió en la depresión tropical Quince, mientras que su centro estaba a unas 585 mi (941 km) al este-sureste de Barbados. La depresión se fortaleció y se convirtió en la tormenta tropical Marilyn seis horas después. Temprano el 14 de septiembre, Marilyn se intensificó aún más hasta convertirse en un huracán. Más tarde ese día, Marilyn tocó tierra cerca de Jenny Point, Dominica, con vientos de 80 mph (130 km/h) a las 21:00 UTC. Poco después, Marilyn entró en el mar Caribe. Mientras se acercaba a las Islas Vírgenes y Puerto Rico, la tormenta se convirtió en un huracán de categoría 2. Tras evitar tocar tierra, Marilyn volvió a entrar en el océano Atlántico el 16 de septiembre. La tormenta continuó intensificándose y, a primeras horas del 17 de septiembre, alcanzó su punto máximo como un huracán de categoría 3. Mientras se desviaba hacia el norte, Marilyn fluctuó en intensidad hasta comenzar a debilitarse el 20 de septiembre. La tormenta giró hacia el este-noreste y, al día siguiente, se debilitó a tormenta tropical. A las 06:00 UTC del 22 de septiembre, Marilyn se convirtió en extratropical a unos 507 km (315 mi) al sureste de la isla Sable. Los remanentes de Marilyn persistieron hasta fusionarse con un frente frío el 1 de octubre.
En todas las Antillas Menores, la tormenta produjo fuertes vientos y fuertes lluvias. Después de que el huracán Luis destruyera el 90% de la cosecha de banano de Dominica, Marilyn arruinó el 10% restante. Además, se arrancó el techo de un refugio de emergencia. En Martinica, se registraron lluvias moderadas y vientos con fuerza de tormenta tropical, aunque no se produjeron daños ni víctimas mortales. Los efectos en Guadalupe fueron similares, pero más intensos. En Saint-Claude, cayeron 510 mm de lluvia, la mayor precipitación total asociada con Marilyn. En Guadalupe, la velocidad del viento también alcanzó la fuerza de tormenta tropical, con vientos sostenidos de 95 km/h en Marie-Galante. En San Bartolomé y Sint Maarten se registraron vientos y lluvias similares, pero de menor intensidad. Sin embargo, las posesiones estadounidenses fueron, con diferencia, las que sufrieron los mayores daños. Los fuertes vientos dañaron o destruyeron al menos el 80% de los edificios en Santo Tomás, lo que dejó a 10 000 personas sin hogar. La marejada ciclónica en el puerto de Charlotte Amalie dejó varado el USCGC Point Ledge y dañó muchas embarcaciones pequeñas. También se registraron daños de moderados a graves en St. Croix y St. John,ref name="mtcr"/> donde entre el 20 y el 30 por ciento de las viviendas resultaron dañadas. En Culebra, una isla cercana a la costa de Puerto Rico, se reportaron ráfagas de viento de hasta 125 mph (201 km/h). Como resultado, varias avionetas volcaron y 250 viviendas resultaron dañadas o destruidas. Grandes olas también causaron inundaciones en las calles de la isla. Las inundaciones repentinas en la isla principal de Puerto Rico desbordaron los ríos. Los vientos y las lluvias moderadas en Antigua causaron graves daños a los cultivos de banano. Aunque la tormenta pasó por alto Bermudas, se reportaron vientos con fuerza de tormenta tropical, pero no se produjeron daños. En total, Marilyn causó al menos 13 víctimas mortales y $2.1 mil millones de dólares en daños.

### Huracán Noel
Una onda tropical salió de África el 22 de septiembre de 1995 y, en tres días, comenzó a desarrollar convección organizada. Tras la formación de una circulación de bajo nivel, el sistema se convirtió en la depresión tropical Dieciséis a última hora del 26 de septiembre. A pesar de la presencia de cizalladura del viento, la depresión se fortaleció hasta convertirse en tormenta tropical Noel el 27 de septiembre. Avanzando hacia el noroeste, se intensificó gradualmente hasta alcanzar la categoría de huracán el 28 de septiembre, con vientos máximos de 121 km/h (75 mph). Tras permanecer como huracán durante 42 horas, durante las cuales giró al noreste, Noel se debilitó a tormenta tropical debido al aumento de la cizalladura del viento. Aunque se pronosticaba que se debilitaría a depresión tropical, Noel mantuvo una intensidad mínima de tormenta tropical al virar hacia el noroeste. Tras una disminución de la cizalladura, Noel recuperó la categoría de huracán el 5 de octubre, a unos 1,530 km al oeste-suroeste de las Azores. Giró hacia el este, y el regreso de las condiciones desfavorables provocó que se debilitara a tormenta tropical el 6 de octubre. Un día después, Noel se debilitó hasta alcanzar la intensidad de tormenta tropical al transformarse en ciclón extratropical. Los remanentes perduraron hasta la tarde del 7 de octubre, cuando fueron absorbidos por un frente frío.

### Huracán Opal
El 11 de septiembre de 1995, una onda tropical emergió del Atlántico desde la costa oeste de África. La onda permaneció desorganizada hasta acercarse a la península de Yucatán, donde se convirtió en depresión tropical el 27 de septiembre, a 130 km (80 mi) al sur-sureste de Cozumel. La depresión se movió lentamente sobre la península de Yucatán durante unos días, emergiendo finalmente frente a la costa norte, donde se convirtió en tormenta tropical Opal el 30 de septiembre. Tras convertirse en huracán el 2 de octubre, el ciclón se intensificó rápidamente y comenzó a moverse hacia el norte a través del Golfo de México. A las 10:00 UTC del 4 de octubre, Opal alcanzó su punto máximo como huracán de categoría 4, con vientos máximos sostenidos de 240 km/h (150 mph) y una presión barométrica mínima de 916 mbar (27.0 inHg). Poco después, la tormenta comenzó a debilitarse. Al tocar tierra en Pensacola Beach, Florida, alrededor de las 22:00 UTC del 4 de octubre, los vientos habían disminuido a 185 km/h (115 mph), categoría 3. Opal se debilitó rápidamente tras adentrarse tierra adentro, deteriorándose a tormenta tropical la madrugada del 5 de octubre y luego a depresión tropical unas seis horas después. A las 18:00 UTC del 5 de octubre, Opal se convirtió en extratropical sobre Kentucky. La tormenta extratropical se disipó sobre Ontario el 6 de octubre.
Las etapas precursoras e iniciales de Ópalo provocaron fuertes lluvias e inundaciones en Guatemala y México. En el primero, se desbordaron ríos cerca de la frontera con México, lo que provocó la evacuación de 110 familias en Tecún Umán. Aproximadamente 34,000 personas quedaron sin hogar. Los deslizamientos de tierra causaron daños a la infraestructura y la agricultura, con aproximadamente $17 millones en daños a las cosechas. En Guatemala, se registraron 31 muertes. En México, más de 42.000 personas se vieron obligadas a evacuar debido a que los ríos se desbordaron en Campeche y Tabasco, mientras que aproximadamente 100.000 personas fueron evacuadas debido a la tormenta. Alrededor de 500.000 acres de cultivos fueron destruidos por las inundaciones. Sólo en Campeche las pérdidas agrícolas se estimaron en cientos de millones de dólares. En México se reportaron diecinueve fallecidos. En Florida, fuertes vientos y marejadas ciclónicas causaron graves daños en la zona noroeste. Desde el condado de Wakulla hacia el oeste, muchas estructuras, incluyendo casas y edificios, fueron arrastradas o sufrieron algún grado de daño. En los condados de Escambia, Okaloosa y Santa Rosa, casi 300 viviendas fueron destruidas y otras 1,000 sufrieron daños importantes. La tormenta dejó al menos $2.1 mil millones en daños en Florida.
En Alabama, una marejada ciclónica de entre 1,2 y 2,1 metros (4 y 7 pies) causó daños significativos en los condados costeros. Tierra adentro, se observaron ráfagas de viento con fuerza de tormenta tropical hasta Huntsville, en el norte. Numerosos árboles y cables eléctricos fueron derribados en varios condados, dejando a 2,6 millones de personas en todo el estado sin electricidad en el punto álgido de la tormenta. Los árboles caídos también dañaron algunas viviendas, principalmente casas móviles. Varios tornados de corta duración destruyeron más de 125 viviendas, mientras que otras 150 sufrieron daños importantes. Se estimó que la tormenta causó daños por más de 182 millones de dólares en Alabama. Se registraron fuertes ráfagas de viento en el norte de Georgia, con una ráfaga de 111 km/h (69 mph) en Marietta. Se derribaron más de 1,200 postes telefónicos y se rompieron casi 5,000 cables eléctricos. Los daños causados por el viento, solo en el condado de Rabun, ascendieron a unos 5 millones de dólares, mientras que la cosecha de nueces pecanas sufrió daños por unos 50 millones de dólares. Varios otros estados reportaron daños menores por el viento e inundaciones. En todo Estados Unidos, Opal causó daños por aproximadamente $4.7 mil millones de dólares y 27 muertes, incluidas 14 en Georgia, 6 en Alabama, 5 en Florida y 2 en Carolina del Norte.

### Tormenta tropical Pablo
Una onda tropical cruzó la costa occidental de África y entró en el océano Atlántico el 3 de octubre. Rápidamente adquirió una circulación de bajo nivel y, al día siguiente, se convirtió en la depresión tropical Dieciocho. Bajo la influencia de fuertes vientos del este, la tormenta se desplazó al oeste-noroeste y al oeste a través de la parte sur del océano Atlántico. A las 12:00 UTC del 5 de octubre, la depresión se fortaleció hasta convertirse en la tormenta tropical Pablo. Después de convertirse en tormenta tropical, Pablo desarrolló un flujo de salida bien definido y la posibilidad de que se fortaleciera hasta convertirse en huracán parecía probable. Aunque había fuertes vientos del oeste en niveles superiores delante de la tormenta, todavía se predecía que Pablo alcanzaría el nivel de huracán. A las 12:00 UTC del 6 de octubre, Pablo alcanzó su punto máximo como tormenta tropical de 60 mph (97 km/h). Sin embargo, poco después, una fuerte cizalladura vertical disminuyó gran parte de la convección profunda asociada con la tormenta. A primera hora del 7 de octubre, Pablo logró recuperar algo de convección profunda, aunque ésta no volvió a fortalecerse. Más tarde ese día, la circulación de bajo nivel se hizo imperceptible en las imágenes infrarrojas. A las 12:00 UTC del 8 de octubre, Pablo se debilitó a depresión tropical. Seis horas después, Pablo se disipó mientras se acercaba a las Islas de Barlovento.

### Huracán Roxana
Una onda tropical se fusionó con una amplia zona de baja presión y una vaguada en altura cerca de Honduras. El sistema se transformó rápidamente en la depresión tropical Diecinueve el 7 de octubre. La depresión rozó Centroamérica antes de virar hacia el norte, donde se fortaleció hasta convertirse en la tormenta tropical Roxana el 9 de octubre. Roxana representó una amenaza para Cuba y las Islas Caimán, lo que provocó brevemente la emisión de una alerta de tormenta tropical y una vigilancia de huracán. Sin embargo, un sistema de alta presión obligó a Roxana a seguir una trayectoria generalmente hacia el oeste, lo que impidió que afectara significativamente a las Islas Caimán. Tras convertirse en huracán el 10 de octubre, Roxana comenzó a fortalecerse rápidamente. Más tarde ese mismo día, la tormenta alcanzó su punto máximo como un huracán de categoría 3, con vientos de 185 km/h (115 mph). A las 02:00 UTC del 11 de octubre, Roxana tocó tierra justo al norte de Tulúm, Quintana Roo, en la península de Yucatán, con vientos de 185 km/h (115 mph). La tormenta se debilitó significativamente tierra adentro y emergió a la bahía de Campeche como tormenta tropical. Varias vaguadas y dorsales de onda corta hicieron que Roxana se desplazara sin rumbo fijo por el sur del Golfo de México. Para el 14 de octubre, volvió a fortalecerse como huracán. Tras acercarse a la península de Yucatán mientras se dirigía al sureste, Roxana se debilitó a tormenta tropical el 17 de octubre al girar de nuevo hacia el noroeste. Un frente frío forzó a Roxana hacia el oeste el 19 de octubre, y simultáneamente se debilitó a depresión tropical. El ciclón curvó abruptamente hacia el sur y se disipó cerca de la costa de Veracruz el 21 de octubre.
En el Golfo de México, una barcaza petrolera con 245 personas a bordo volcó, causando el ahogamiento de cinco personas. Debido a su movimiento errático, Roxana provocó fuertes lluvias en muchas zonas del sur de México, y en algunas zonas se registraron más de 640 mm (25 pulgadas) de precipitación. Como resultado, se produjeron grandes inundaciones que destruyeron cultivos, arrasaron carreteras y dañaron al menos 40,000 viviendas. Además, se produjeron importantes inundaciones costeras, ya que la marejada ciclónica, que duró casi una semana, provocó que el agua se desplazara tierra adentro cientos de metros. También se registraron fuertes vientos en la península de Yucatán, con una estación meteorológica que reportó vientos huracanados el 11 de octubre. Informes no confirmados también indicaron que muchos vestíbulos de hoteles en Cancún y Cozumel resultaron dañados por el embate del oleaje. En total, Roxana causó daños por valor de $1,500 millones y 29 víctimas mortales. Sin embargo, no todos los daños se pudieron distinguir del huracán Opal.

### Tormenta tropical Sebastien
Una onda tropical salió de la costa oeste de África el 13 de octubre y cruzó el Atlántico. El 20 de octubre, se declaró depresión tras el aumento de las lluvias. Doce horas después de formarse, la depresión se convirtió en la tormenta tropical Sébastien. Se organizó y desarrolló un buen flujo de salida. Aunque se esperaba que la cizalladura del viento limitara la intensificación, la tormenta en cambio se intensificó y alcanzó un pico con vientos máximos sostenidos de 65 mph (105 km/h) a última hora del 22 de octubre, según un informe de un barco. En ese momento, la mayor parte de la convección se había alejado del centro, y la tormenta interactuaba con una zona de baja presión cerca de Puerto Rico. Inicialmente, la tormenta se desplazó hacia el noroeste, antes de virar al suroeste siguiendo el flujo de bajo nivel y adentrándose en una zona de cizalladura creciente. El 24 de octubre, Sébastien se debilitó a depresión tropical, manteniendo esta intensidad hasta tocar tierra en Anguila. Al día siguiente, el sistema se disipó cerca de las Islas Vírgenes Estadounidenses, aunque los remanentes continuaron hacia el oeste.
Al girar hacia el Caribe, el NHC emitió una alerta de tormenta tropical para las Islas Vírgenes de los Estados Unidos y las Islas Vírgenes Británicas. Otras islas estaban en alerta ya que el NHC declaró que podría ser necesario ampliar el área de vigilancia. Los residentes que vivían en casas dañadas, que aún se estaban recuperando del huracán Marilyn ocurrido menos de un mes atrás, habrían evacuado sus hogares. Sin embargo, la vigilancia se suspendió 24 horas después cuando la tormenta se debilitó a depresión tropical. Los remanentes de Sebastián produjeron lluvias moderadas en partes de Puerto Rico, alcanzando un máximo de 90 mm (3,53 pulgadas) en Quebradillas.

### Huracán Tanya
A primeras horas del 27 de octubre de 1995, una onda tropical se convirtió en depresión tropical. El sistema se fortaleció y se convirtió en la tormenta tropical Tanya más tarde ese mismo día. Tanya se desplazó inicialmente hacia el noreste debido a una vaguada de onda corta, aunque un ciclón en altura pronto la desvió hacia el este. A primeras horas del 29 de octubre, Tanya se convirtió en huracán. Al día siguiente, un frente frío hacia el oeste obligó al ciclón a acelerar hacia el noreste. A pesar de que el agua estaba ligeramente más fría, Tanya se fortaleció un poco más esa tarde, alcanzando su máxima intensidad con vientos máximos sostenidos de 85 mph (137 km/h) y una presión barométrica mínima de 972 milibares (28,7 inHg). Esa intensidad se mantuvo hasta tarde el 31 de octubre, cuando la tormenta se debilitó a medida que avanzaba sobre aguas más frías. A primeras horas del 1 de noviembre, Tanya comenzó a perder sus características tropicales mientras se dirigía rápidamente al noreste hacia las Azores. El sistema se degradó a tormenta tropical el 1 de noviembre. Esa misma tarde, Tanya se volvió extratropical cerca de las Azores centrales. Los remanentes giraron hacia el norte y fueron absorbidos por otro ciclón extratropical a primeras horas del 3 de noviembre.
En las Azores, Tanya arrancó techos de casas y derribó árboles, y postes de luz volaron a través de casas y edificios. Se reportó una muerte por ahogamiento, así como varios heridos. Las islas de Faial, Pico, São Jorge y Terceira fueron las más afectadas, donde la tormenta hundió numerosas embarcaciones y derribó árboles y líneas eléctricas, lo que causó graves interrupciones en el suministro eléctrico y las telecomunicaciones. Además, varias viviendas resultaron dañadas y se reportaron pérdidas moderadas en las cosechas.

## Nombres de las tormentas
La siguiente lista de nombres se utilizó para las tormentas nombradas que se formaron en el Atlántico norte en 1995. Esta es la misma lista utilizada para la temporada de 1989, a excepción de Humberto, que reemplazó a Hugo. Las tormentas recibieron el nombre de Humberto, Luis, Marilyn, Noel, Opal, Pablo, Roxana, Sebastien y Tanya por primera vez (y en los casos de Luis, Marilyn, Opal y Roxana, única) en 1995.
| - Allison - Barry - Chantal - Dean - Erin - Félix - Gabrielle | - Humberto - Iris - Jerry - Karen - Luis - Marilyn - Noel | - Opal - Pablo - Roxana - Sebastien - Tanya - Van (sin usar) - Wendy (sin usar) |

### Nombres retirados
- La Organización Meteorológica Mundial (OMM) retiró los nombres Luis, Marilyn, Opal y Roxana de las listas de nombres de huracanes del Atlántico tras la temporada de 1995 debido a su capacidad destructiva. Fueron reemplazados para la temporada de 2001 por Lorenzo, Michelle, Olga y Rebekah.[117][118] A partir de 2025, la temporada de 1995 es una de las cuatro temporadas en las que se retiraron cuatro nombres de tormentas, junto con: 1955, 2004 y 2017; solo la temporada de 2005 tuvo más, con cinco nombres retirados.[119][120]

## Estadísticas de temporada
Esta es una tabla de todas los sistemas que se han formado en la temporada de 1995. Incluye su duración, nombres, áreas afectada(s), indicados entre paréntesis, daños y muertes totales. Las muertes entre paréntesis son adicionales e indirectas, pero aún estaban relacionadas con esa tormenta. Los daños y las muertes incluyen totales mientras que la tormenta era extratropical, una onda o un baja, y todas las cifras del daño están en USD 1995
| DT | TT | 1 | 2 | 3 | 4 | 5 |

| Nombre                  | Fechas activo                   | Categoría de tormenta en intensidad máxima | Vientos máx. (km/h) | Presión min (hPa) | ACE      | Áreas afectadas                              | Áreas afectadas                              | Áreas afectadas                              | Daños (en millones USD) | Muertos  |
| Nombre                  | Fechas activo                   | Categoría de tormenta en intensidad máxima | Vientos máx. (km/h) | Presión min (hPa) | ACE      | Lugar                                        | Fecha                                        | Vientos (km/h)                               | Daños (en millones USD) | Muertos  |
| ----------------------- | ------------------------------- | ------------------------------------------ | ------------------- | ----------------- | -------- | -------------------------------------------- | -------------------------------------------- | -------------------------------------------- | ----------------------- | -------- |
| Allison                 | 3 – 6 de junio                  | Huracán categoría 1                        | 120 (75)            | 987               | 3.0825   | Alligator Point, Florida                     | 5 de junio                                   | 110 (70)                                     | $1.7 millones           | 1        |
| Barry                   | 6 – 10 de julio                 | Tormenta tropical                          | 110 (70)            | 989               | 3.1675   | Isla Hart, Nueva Escocia                     | 9 de julio                                   | 95 (60)                                      | N/A                     | 0        |
| Chantal                 | 12 – 20 de julio                | Tormenta tropical                          | 110 (70)            | 991               | 6.5375   | Ninguno                                      | Ninguno                                      | Ninguno                                      | N/A                     | 0        |
| Dean                    | 28 de julio – 2 de agosto       | Tormenta tropical                          | 75 (45)             | 999               | 0.2825   | Freeport, Texas                              | 31 de julio                                  | 75 (45)                                      | N/A                     | 0        |
| Erin                    | 31 de julio – 6 de agosto       | Huracán categoría 2                        | 155 (100)           | 973               | 7.3275   | Vero Beach, Florida                          | 2 de agosto                                  | 140 (85)                                     | $700 millones           | 6 (10)   |
| Erin                    | 31 de julio – 6 de agosto       | Huracán categoría 2                        | 155 (100)           | 973               | 7.3275   | Pensacola Beach, Florida                     | 3 de agosto                                  | 140 (85)                                     | $700 millones           | 6 (10)   |
| Seis                    | 5 – 7 de agosto                 | Depresión tropical                         | 55 (35)             | 1002              | 0        | Cabo Rojo, Veracruz                          | 6 de agosto                                  | 55 (35)                                      | N/A                     | 0        |
| Félix                   | 8 – 22 de agosto                | Huracán categoría 4                        | 220 (140)           | 929               | 29.365   | Ninguno                                      | Ninguno                                      | Ninguno                                      | $3.63 millones          | 9        |
| Gabrielle               | 9 – 12 de agosto                | Tormenta tropical                          | 110 (70)            | 988               | 1.3975   | La Pesca, Tamaulipas                         | 11 de agosto                                 | 110 (70)                                     | N/A                     | 6        |
| Humberto                | 21 de agosto – 1 de septiembre  | Huracán categoría 2                        | 175 (110)           | 968               | 22.51    | Ninguno                                      | Ninguno                                      | Ninguno                                      | N/A                     | 0        |
| Iris                    | 22 de agosto – 4 de septiembre  | Huracán categoría 2                        | 175 (110)           | 965               | 22.6775  | Ninguno                                      | Ninguno                                      | Ninguno                                      | N/A                     | 5        |
| Jerry                   | 22 – 28 de agosto               | Tormenta tropical                          | 65 (40)             | 1002              | 0.6125   | Jupiter , Florida                            | 23 de agosto                                 | 65 (40)                                      | $40 millones            | 6 (2)    |
| Karen                   | 26 de agosto – 3 de septiembre  | Tormenta tropical                          | 85 (50)             | 1000              | 3.4275   | Ninguno                                      | Ninguno                                      | Ninguno                                      | N/A                     | 0        |
| Luis                    | 28 de agosto – 11 de septiembre | Huracán categoría 4                        | 240 (135)           | 935               | 53.94    | Península de Avalon, Canadá                  | 11 de septiembre                             | 140 (85)                                     | $3.3 mil millones       | 19       |
| Catorce                 | 9 – 13 de septiembre            | Depresión tropical                         | 55 (35)             | 1008              | 0        | Ninguno                                      | Ninguno                                      | Ninguno                                      | N/A                     | 0        |
| Marilyn                 | 12 – 22 de septiembre           | Huracán categoría 3                        | 185 (115)           | 949               | 21.5675  | Jenny Point, Dominica                        | 14 de septiembre                             | 130 (80)                                     | $2.5 mil millones       | 13       |
| Noel                    | 26 de septiembre – 7 de octubre | Huracán categoría 1                        | 120 (75)            | 987               | 11.0875  | Ninguno                                      | Ninguno                                      | Ninguno                                      | N/A                     | N/A      |
| Opal                    | 27 de septiembre – 5 de octubre | Huracán categoría 4                        | 240 (150)           | 916               | 11.0625  | Pensacola Beach, Florida                     | 4 de octubre                                 | 185 (115)                                    | $4.7 mil millones       | 67 (10)  |
| Pablo                   | 4 – 8 de octubre                | Tormenta tropical                          | 95 (60)             | 994               | 2.45     | Ninguno                                      | Ninguno                                      | Ninguno                                      | N/A                     | 0        |
| Roxana                  | 7 – 21 de octubre               | Huracán categoría 3                        | 185 (115)           | 956               | 16.2425  | Tulum, Quintana Roo                          | 11 de octubre                                | 185 (115)                                    | $1.5 mil millones       | 29       |
| Sebastien               | 20 – 25 de octubre              | Tormenta tropical                          | 100 (65)            | 1001              | 2.125    | Ninguno                                      | Ninguno                                      | Ninguno                                      | N/A                     | 0        |
| Tanya                   | 26 de octubre – 1 de noviembre  | Huracán categoría 1                        | 140 (85)            | 972               | 8.73     | Ninguno                                      | Ninguno                                      | Ninguno                                      | N/A                     | 1        |
| Totales de la temporada |                                 |                                            |                     |                   |          |                                              |                                              |                                              |                         |          |
| 21 ciclones             | 3 de junio – 1 de noviembre     |                                            | 240 (150)           | 916               | 227.5925 | 12 ciclones tropicales que han tocado tierra | 12 ciclones tropicales que han tocado tierra | 12 ciclones tropicales que han tocado tierra | $12.35 mil millones     | 162 (23) |